# Lazare Hoche
Louis Lazare Hoche (Versalles, 24 de junio de 1768 – Wetzlar, 29 de septiembre de 1797) fue un militar francés, general de la Primera República Francesa.

## Biografía

### Antiguo Régimen
Hijo de un palafrenero de las caballerizas reales, la pobreza de sus padres le obligó a ganarse la vida por su cuenta desde muy pronto. Con catorce años, trabajó como ayudante de un supernumerario en las caballerizas reales. Cuando quedó huérfano, aprovechó las ayudas que le hizo una tía suya, que trabajaba de frutera en Versalles, para comprar algunos libros con los que comenzó su educación , desarrollándose a partir de entonces sus facultades intelectuales. Dedicaba el día al trabajo y la noche al estudio. A los 16 años, el 19 de octubre de 1784, entró en la carrera militar y fue admitido como simple fusilero en la Guardia Nacional francesa, donde no tardó en llamar la atención de sus superiores. En 1789 fue ascendido a sargento.

### Soldado de la Revolución francesa
Se enroló en enero de 1792 en el 104.º regimiento de infantería. Poco después fue ascendido a oficial y se le otorgó una lugartenencia en el regimiento de Rouergue. Participó en la defensa de Thionville en el seno del 58.º regimiento de infantería como teniente y fue el encargado de la intendencia del ejército de las Ardenas. Aprovechó los consejos del general Leveneur, que se convirtió en su mentor. En Thionville y en la batalla de Neerwinden (1793) dio óptimas muestras de su capacidad y su valor.
Llamado para ir a París poco tiempo después, expuso al Comité de Salvación Pública un plan de campaña tan bien concebido que Lazare Carnot exclamó: «He aquí un oficial subalterno de gran mérito». El Comité entero se unió a Carnot en la admiración y se apresuró a ponerlo en una posición digna de él.

### Dunkerque
Asumido el título de ayudante de general, Hoche recibió el comando de la guarnición de la ciudad de Dunkerque, que defendió brillantemente contra los ingleses.
En 1793 organizó la defensa de la plaza fuerte de Dunkerque: después de haber resuelto los problemas de intendencia y seleccionado a los mejores en torno a él, hizo inundar el campo que rodeaba la ciudad. Durante el asedio conducido por el Duque de York tuvo muchas ocurrencias que hicieron que este fuera demasiado arduo para las tropas británicas, las cuales decidieron darlo por concluido.
Este éxito le hizo escalar rápidamente varios puestos en la jerarquía militar. Fue nombrado general de escuadra, luego general de división en octubre de 1793 y finalmente general en jefe del Ejército de la Mosela, que sufrió, sin embargo, una derrota justo al inicio de su dirección, en el ataque a la ciudad de Landau ordenado por el Comité de Salvación Pública.
Después de haberse apropiado de Furnes y haber derrotado a Wurmser en las líneas de Weissembourg, recuperada Landau y tomadas Germersheim, Espira y Worms, el 20 de marzo de 1794 le quitaron el mando del Ejército de la Mosela y lo encarcelaron en París por traición, después de que llegase una ordenanza firmada por Carnot, Collot d'Herbois, Billaud-Varenne, Robespierre y Barère, de la cual salió en agosto después de la caída de Robespierre.

### Pacificación del Oeste
En agosto de 1794 se puso al mando de los ejércitos de Brest y Cherbourg para pacificar el oeste de Francia, (Vendée y la Bretaña). Restableció el orden, adoptó una táctica eficaz contra la guerrilla de los Chuanes y firmó el Acuerdo de La Jaunaye el 15 de febrero de 1795 con la Vendée.
Firmó, sin convicción, los acuerdos de Mabilais el 20 de abril de 1795. Como diversos jefes revolucionarios no suscribieron el documento, el acuerdo no duró más de un mes. Hoche, advertido del desembarco de un nutrido contingente de «émigrés» en Carnac (conocido como el desembarco de Quiberon), hecho por los ingleses en apoyo a la reanudación de la revuelta de los chuanes, obligó a los rebeldes a adoptar una posición defensiva y, una vez obtenida su rendición, hizo una gran masacre. Después de este éxito le fue asignado el comando del Ejército del Oeste.
Previendo una segunda tentativa, dispuso a las tropas en modo de impedir una concentración de las fuerzas de la Vendée e impidió el desembarco de los británicos en la isla de Yeu. Desarmó sistemáticamente a los rebeldes y mantuvo bajo presión a toda la región. Su relación con París fue aprobada y obtuvo el comando del ejército de la costa oceánica. Su comandante segundo Travot capturó al líder de los rebeldes Charette el 23 de marzo de 1796. Hoche obtuvo por lo tanto el desarme de la región de Anjou. La pacificación se proclamó oficialmente el 15 de julio.
El 16 de julio de 1796 un mensaje del Directorio anunció al Consejo revolucionario la pacificación de la Vendée. Los representantes del gobierno declararon por decreto que Hoche y su ejército habían obtenido el mérito de la nación. Dos tentativas de asesinato casi hacen que de este modo acabasen sus triunfos: una vez intentaron envenenarlo y, poco después, fue asaltado a la salida del teatro de Rennes por un individuo que le disparó sin éxito con una pistola a la cabeza.

### Tentativas en Irlanda

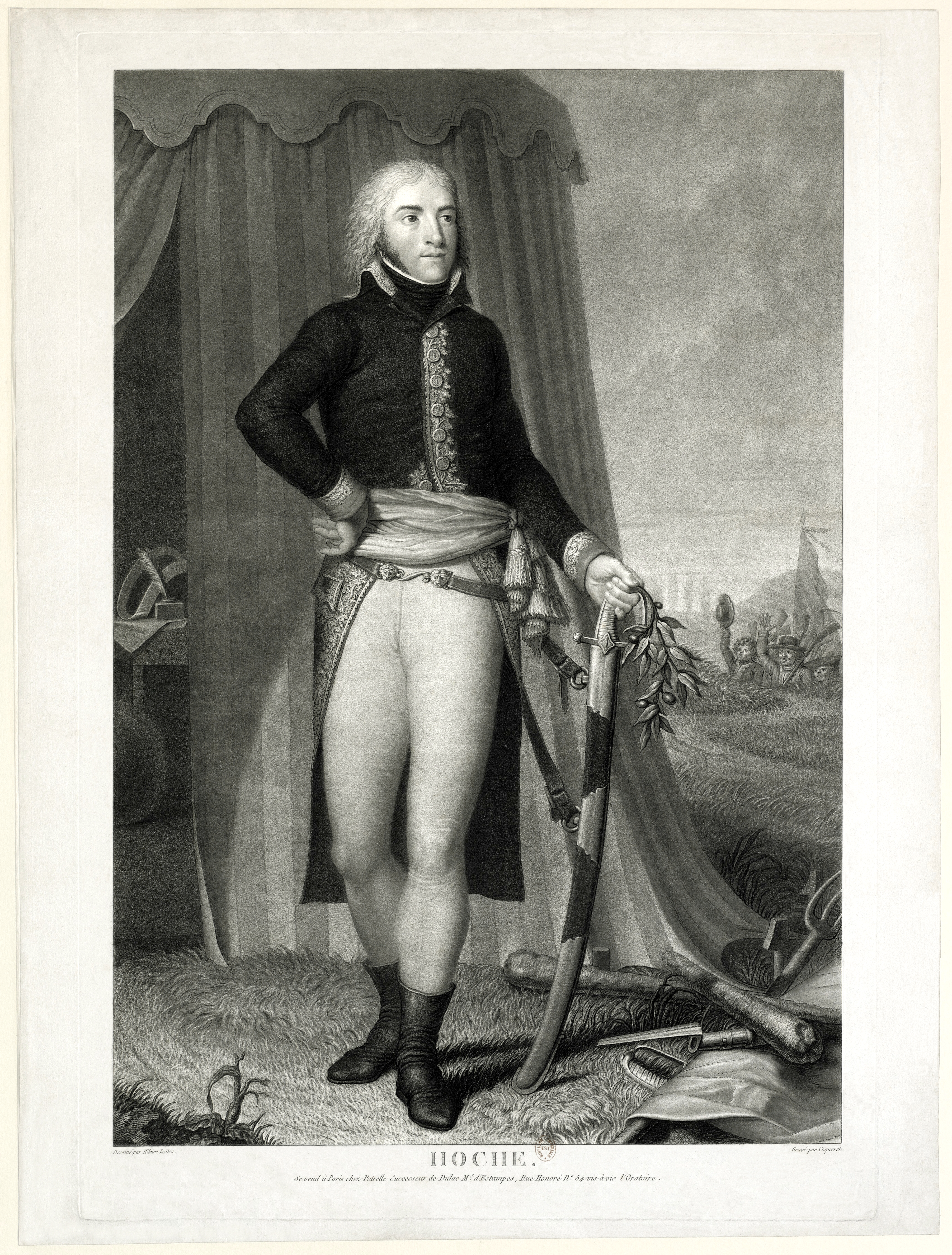
Lazare Hoche

El gobierno de Saint-James estaba atareado en alimentar la guerra civil en Francia. El «libertador» del oeste concibió entonces el atrevido proyecto de un desembarque en Irlanda. Se dirigió a Brest donde hizo los preparativos y se embarcó en esta misión a finales de 1796.
Parecía que todo le fuese bien pero, nada más salir a mar abierto, los elementos se desencadenaron, salvando así a Inglaterra de los problemas que esta empresa le hubiese creado. La flota francesa fue dispersada por un huracán de gran potencia y Hoche debió regresar a su patria.

### Ejército de Sambre-et-Meuse
El 23 de febrero de 1797 fue nombrado general en jefe del ejército de Sambre-et-Meuse, compuesto por 80.000 hombres. Al frente del mismo, inició la campaña de 1797, atravesando el Rin en Neuwied bajo la amenaza de los cañones enemigos. Consiguió cinco victorias sucesivas en las batallas de Neuwied, Ukerath, Altenkirchen, Dierdorf y Heddesdorf y entró en Wetzlar mientras su adversario creía que aún estaba muy lejos. Maniobraba para quitarse de en medio, de una vez por todas, al ejército enemigo, cuando el armisticio de Leoben, firmado por Napoleón Bonaparte y Carlos de Austria-Teschen, le hizo detenerse en Giessen, junto a Nidda, momento en el que estaba en la cúspide de sus éxitos y marchaba triunfalmente sobre el territorio alemán.
Le ofrecieron el ministerio de la guerra, que rechazó, pero recibió el comando de un cuerpo de armada situado alrededor de París, destinado a impedir las intrigas que el Club de Clichy urdía contra el Directorio.
Las denuncias calumniosas de sus enemigos no tardaron en hacerle perder este comando, que fue confiado a Augereau. Ofendido y humillado por este trato, pidió ser juzgado por la magistratura, cosa que no tuvo lugar. Disgustado por esta situación, regresó a su cuartel general de Wetzlar.

### Muerte
Enfermó en los primeros días de septiembre de 1797 y murió el 19 del mismo mes sufriendo grandes dolores y exclamando: «¿Estoy vestido con el traje envenenado de Neso?».
Tenía solo 29 años. La autopsia del cadáver, ordenada por el Directorio, reveló la presencia en su intestino de multitud de manchas negras que parecían indicar una muerte violenta. En realidad, se trataba de tuberculosis. Recibió grandes honores públicos, tanto en el ejército como dentro del país. Un poeta ilustre, Chénier, celebró, en nobles versos, la gloria del héroe que había perdido su patria a una edad tan joven.
El Lycée Hoche y la homónima plaza de Versalles están dedicados en su honor.